# Truncatoflabellum cumingii
Espèce
Statut CITES
Truncatoflabellum cumingii est une espèce de coraux appartenant à la famille des Flabellidae.